# Cedric the Entertainer
Cedric the Entertainer, nome artístico de Cedric Antonio Kyles (Jefferson City, 24 de abril de 1964), é um ator, comediante, dublador, diretor, produtor e apresentador de game show norte-americano. Ele foi apresentador do ComicView da BET e da Def Comedy Jam nos anos 90. Ele é mais conhecido por co-estrelar com Steve Harvey no sitcom da WB, The Steve Harvey Show, como um dos Reis da Comédia Original, por interpretar Eddie Walker na franquia Barbershop, e por fornecer a voz do aie-aie Maurice da franquia Madagascar. Cedric apresentou a 12ª temporada da versão americana do Quem Quer Ser Milionário? e estrelou a série original da TV Land, The Soul Man, que foi ao ar entre 2012 e 2016.
Além de Madagascar, Cedric também forneceu vozes para os filmes Ice Age, Charlotte's Web e a franquia Aviões. Em 2019, ele recebeu uma estrela na Calçada da Fama de Hollywood.

## Biografia
Cedric nasceu em 24 de abril de 1964, na cidade Jefferson City no estado do Missouri, é filho de Rosetta (née Boyce), uma leitora especializada, e Kittrell Kyles, um empregado de uma empresa ferroviária. Sua irmã mais nova, Sharita Kyles Wilson, é casada e reside em Columbia, MO. Ele foi criado em Caruthersville mas depois da escola secundária mudou-se para Berkeley. Cedric foi graduado em Berkeley High School nos subúrbios do norte de St. Louis. Enquanto Cedric estava estudando de Berkeley High, ele desenvolveu um grave acidente no topo da sua cabeça, forçando-o a usar um chapéu para o resto de sua carreira.
Cedric formou-se em Comunicação de Massa na Southeast Missouri State University, trabalhou como professor substituto do ensino médio antes de se tornar um comediante em tempo integral. Ele também é membro da Kappa Alpha Psi.

## Carreira
Em 1996, Cedric mudou-se para atuar com Steve Harvey, para interpretar o personagem Cedric Jackie Robinson, no seriado The Steve Harvey Show. Sua carreira de ator cresceu e ele começou a aparecer em filmes como, Dr. Dolittle 2, Barbershop, Barbershop 2: Back in Business, Ride, Serving Sara, Johnson Family Vacation, Intolerable Cruelty, Man of the House, Lemony Snicket's A Series of Unfortunate Events, Madagascar e Be Cool. Cedric foi criticado quando seu personagem em Barbershop, fez observações impopulares sobre Martin Luther King e Rosa Parks. Atuou no filme Big Momma's House como o Reverendo. Em 2005 fez parte do elenco de dublagem do filme Madagascar, dublando o personagem Maurice. Também dublou 'Golly o ganso' no filme A Menina e o Porquinho em 2006.
Enquanto sua carreira de ator estava crescendo, Cedric continuou no stand-up 'Os Reis da Comedia' e viajou para vários países com Steve Harvey, DL Hughley e Bernie Mac, que mais tarde foi transformado em um filme de Spike Lee. Cedric brevemente teve seu próprio programa de comédia chamado Cedric the Entertainer Presents, mas nunca alcançou o sucesso esperado e foi cancelado após uma temporada. O show tinha sido renovado para uma segunda temporada, mas a Fox cancelou-o antes da temporada começar. Ele também gravou interlúdios cômicos em dois álbuns de venda multi-platina, de Nelly's Country Grammar (2000) e Jay-z Black Album (2003). Em 2003, Cedric foi caracterizado nos artistas de rap coreano Drunken Tiger em seu álbum 'Foundation'

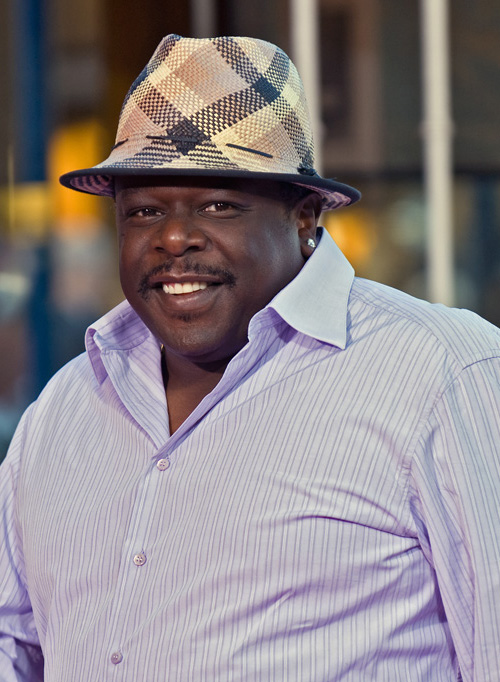
Cedric the Entertainer em Junho de 2008

Cedric atuou no filme de 2007 Code Name: The Cleaner, uma comédia na qual ele interpreta Jake, um zelador com amnésia que pode ser um agente do governo disfarçado secreto envolvido em uma conspiração ilegal de armas. Em seguida, ele estrelou nos filmes de 2008 Welcome Home Roscoe Jenkins e Street Kings.
Cedric the Entertainer ganhou sua estrela na calçada da fama, em 7 de junho de 2008. Sua estrela está localizado na 6166 Delmar.Cedric the Entertainer foi o convidado especial para WWE Raw em 21 de Setembro de 2009, Durante o show, ele participou de uma luta, derrotando Chavo Guerrero por pinfall. O jogo também contou com Santino Marella como um árbitro do convidado. Cedric também tem ajuda com um lutador desconhecido apelidado de The Hammer Sledge (interpretado por Imani Lee) e Hornswoggle. 
Em março de 2010, Cedric estreou como diretor de cinema no filme Dance Fu, produzido e financiado de forma independente por sua empresa Bird and a Bear Entertainment produzido por Eric C. Rhone. O filme estrelado o comediante Kel Mitchell. Cedric fez uma aparição no filme como um detetive de homicídios. Foi lançado diretamente em DVD no dia 4 de Outubro de 2011. Em 21 de junho de 2011 durante uma entrevista, Cedric confirmou que o seu mais recente reality show, It's Worth What?, ia ao ar no dia 12 de julho de 2011 pelo canal NBC, no entanto, a data de estreia foi adiada por uma semana a 19 de Julho de 2011. Desde 2012, Cedric tem desempenhado o personagem principal no canal TV Land na série original The Soul Man, com Niecy Nash. O Sitcom retorna para sua quarta temporada em 2015. Cedric foi o apresentador do programa de TV americano Who Wants to Be a Millionaire começando com sua 12ª temporada na distribuição nacional, que estreou em 2 de setembro de 2013. Com seu conhecimento aprofundo como um comediante de stand-up bem sucedido e ator, Cedric trará sua abordagem fresca e divertida imprevisível para o show, disse Janice Marinelli, presidente, Disney-ABC Domestic Television.em 30 de abril de 2014 Cedric anunciou que ele estará deixando  Who Wants to Be a Millionaire após a temporada 2013-2014 para se concentrar em sua agenda lotada. Logo após o ator Terry Crews  foi o apresentador em 8 de setembro de 2014.

## Vida pessoal
Ele é casado com Lorna Wells. Ele tem dois filhos com Lorna, Croix (nascido em 2000) e Lucky Rose (nascido em 2003).

## Filmografia

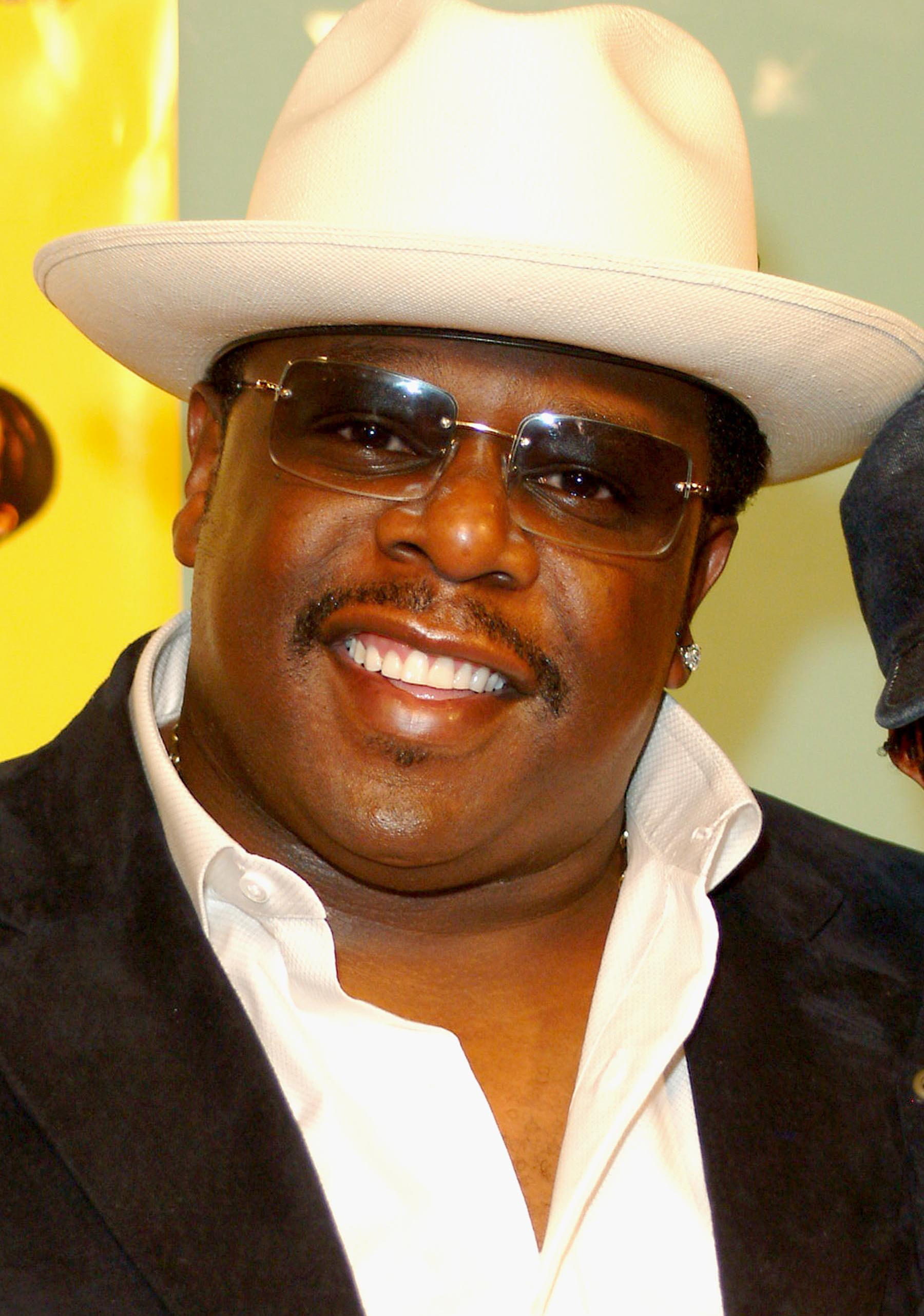
Cedric na estréia de Johnson Family Vacation em 4 de março de 2004

### Cinema
| Cinema | Cinema                                          | Cinema                                  | Cinema                          |
| Ano    | Filme                                           | Título em português                     | Papel                           |
| ------ | ----------------------------------------------- | --------------------------------------- | ------------------------------- |
| 1998   | Ride                                            | br: O Ônibus                            | Bo                              |
| 2000   | Big Momma's House                               | br: Vovó...Zona                         | O Reverendo                     |
| 2000   | The Original Kings of Comedy                    |                                         | Ele próprio                     |
| 2001   | Kingdom Come                                    | br: Um Ritual do Barulho                | Rev. Beverly H. Hooker          |
| 2001   | Dr. Dolittle 2                                  | br: Dr. Dolittle 2                      | Urso na reabilitação (voz)      |
| 2002   | Serving Sara                                    |                                         | Ray Harris                      |
| 2002   | Barbershop                                      | br: Uma Turma do Barulho                | Eddie                           |
| 2002   | Ice Age                                         | br: A Era do Gelo                       | Carl                            |
| 2003   | Intolerable Cruelty                             | br: O Amor Custa Caro                   | Gus Petch                       |
| 2004   | Barbershop 2: Back in Business                  | br: Um Salão do Barulho 2               | Eddie                           |
| 2004   | Johnson Family Vacation                         | br: Férias da Família Johnson           | Nate Johnson / Tio Earl Johnson |
| 2004   | Lemony Snicket's A Series of Unfortunate Events | br: Desventuras em Série                | Constable                       |
| 2005   | Be Cool                                         | br: Be Cool - O Outro Nome do Jogo      | Sin LaSalle                     |
| 2005   | Madagascar                                      |                                         | Maurice                         |
| 2005   | Age of Empires III                              |                                         | Shima                           |
| 2005   | Man of the House                                |                                         | Percy Stevens                   |
| 2005   | The Honeymooners                                |                                         | Ralph Kramden                   |
| 2006   | Charlotte's Web                                 | br: A Menina e o Porquinho              | Golly, o Ganso                  |
| 2007   | Code Name: The Cleaner                          | br: Operação Limpeza                    | Jake Rogers                     |
| 2007   | Talk to Me                                      |                                         | "Nighthawk" Bob Terry           |
| 2008   | Welcome Home Roscoe Jenkins                     | br: O Bom Filho a Casa Torna            | Clyde Stubbs                    |
| 2008   | Street Kings                                    | br: Os Reis da Rua                      | "Scribble" (Winston)            |
| 2008   | Madagascar: Escape 2 Africa                     | br: Madagascar 2: A Grande Escapada     | Maurice                         |
| 2008   | Cadillac Records                                |                                         | Willie Dixon                    |
| 2011   | Dance Fu                                        |                                         | Detetive                        |
| 2011   | Larry Crowne                                    |                                         | Lamar                           |
| 2012   | Madagascar 3: Europe's Most Wanted              | br: Madagascar 3: Os Procurados         | Maurice                         |
| 2013   | A Haunted House                                 | br: Inatividade Paranormal              | Doug Willliams                  |
| 2013   | Madly Madagascar                                | brː Alucinadamente Madagascar           | Maurice (voz)                   |
| 2013   | Planes                                          | br: Aviões                              | Leadbottom (voz)                |
| 2014   | A Haunted House 2                               | br: Inatividade Paranormal 2            | Doug Willliams                  |
| 2014   | Planes: Fire & Rescue                           | br: Aviões 2: Heróis do Fogo ao Resgate | Leadbottom (voz)                |
| 2015   | A Fall from Grace                               |                                         | Coroner Jake Miles              |
| 2016   | Barbershop: The Next Cut                        | brː Um Salão do Barulho 3               | Eddie                           |
| 2016   | Why Him?                                        | br: Tinha Que Ser Ele?                  | Lou Dunne                       |
| 2017   | First Reformed                                  | br: No Coração da Escuridão             | Pastor Joel Jeffers             |

### Televisão
| Televisão     | Televisão                                   | Televisão                         |
| Ano           | Programa                                    | Papel                             |
| ------------- | ------------------------------------------- | --------------------------------- |
| 1987          | It's Showtime at the Apollo                 |                                   |
| 1992          | Def Comedy Jam                              |                                   |
| 1992          | Comic View                                  |                                   |
| 1996-2002     | The Steve Harvey Show                       | Cedric Jackie Robinson            |
| 2001          | The Proud Family                            | Tio Bobby Proud                   |
| 2002          | Cedric the Entertainer Presents             |                                   |
| 2007          | The Boondocks                               |                                   |
| 2008          | The Penguins of Madagascar                  | Maurice                           |
| 2009          | Un-broke: What You Need To Know About Money |                                   |
| 2009          | WWE Raw                                     | Especial - apresentador convidado |
| 2009          | Wild 'n Out                                 | Convidado especial                |
| 2009          | Merry Madagascar                            | Maurice                           |
| 2011          | It's Worth What?                            | Apresentador                      |
| 2011          | Take Two with Phineas and Ferb              | Ele mesmo                         |
| 2011          | Hot in Cleveland                            | Reverendo Boyce                   |
| 2012-2016     | The Soul Man                                | Reverendo Boyce Ballentine        |
| 2012          | 2 Broke Girls                               | Darius                            |
| 2013          | Real Husbands of Hollywood                  | Ele mesmo                         |
| 2013-2014     | Who Wants to Be a Millionaire               | Ele mesmo                         |
| 2014          | Hot in Cleveland                            | Reverendo Boyce                   |
| 2014          | Whose Line Is It Anyway?                    | Ele mesmo                         |
| 2017          | Superior Donuts                             | Reggie Wicks                      |
| 2018          | The Last O.G.                               | Miniard Mullins                   |
| 2018-presente | The Neighborhood                            | Calvin Butler                     |